# Modanlı, Ağın
Modanlı là một xã thuộc huyện Ağın, tỉnh Elâzığ, Thổ Nhĩ Kỳ. Dân số thời điểm năm 2011 là 86 người.